# El hombre del norte
El hombre del norte (título original en inglés: The Northman) es una película de suspenso y drama histórico épico estadounidense-británica dirigida por Robert Eggers, con un guion coescrito por el poeta y novelista islandés Sjón. Ambientada a principios del siglo x en Islandia, está protagonizada por Alexander Skarsgård como el príncipe vikingo Amleth, junto a Nicole Kidman, Anya Taylor-Joy, Björk, Ralph Ineson, Ethan Hawke y Willem Dafoe. La trama sigue al personaje de Amleth, quien emprende una misión vengativa después del asesinato de su padre.
El estreno de la película fue el 28 de marzo de 2022, de la mano de la productora cinematográfica independiente Focus Features.

## Reparto
- Alexander Skarsgård como Amleth
- Nicole Kidman como la reina Gudrun
- Claes Bang como Fjölnir
- Anya Taylor-Joy como Olga
- Ethan Hawke como el rey Horvendill
- Willem Dafoe como Heimir
- Murray McArthur como Hakon
- Ian Gerard Whyte como Thórvaldr
- Ingvar Eggert Sigurðsson como el brujo
- Hafþór Júlíus Björnsson como Thorfinnr
- Björk como la bruja eslava
- Kate Dickie como Halldora, una mujer originaria del pueblo medieval de los pictos
- Ralph Ineson como Capitán Volodymyr

## Producción
En octubre de 2019, se anunció que Robert Eggers dirigiría una franquicia de venganza vikinga épica, que también coescribiría con Sjón. Nicole Kidman, Alexander Skarsgård, Anya Taylor-Joy, Bill Skarsgård y Willem Dafoe estaban en conversaciones para unirse a la película. En diciembre de ese año se confirmó la participación de los actores junto con la incorporación del actor danés Claes Bang al elenco. La película estaba oficialmente en preparación en diciembre de 2019 y comenzaría a filmarse en Belfast en 2020. En agosto de 2020, Björk, junto con su hija Ísadóra Bjarkardóttir Barney, Kate Dickie y Ethan Hawke se sumaron al reparto de la película, mientras que Focus Features distribuiría la cinta en Norteamérica, en México por Walt Disney Studios Motion Pictures a través de Searchlight Pictures y Universal Pictures a nivel internacional. En septiembre de 2020, Bill Skarsgård anunció que había dejado la película debido a conflictos de programación. Más tarde, fue reemplazado por Gustav Lindh.
El rodaje a cargo de Jarin Blaschke, debía de comenzar en marzo de 2020, pero se detuvo debido a la pandemia de COVID-19, por lo que se tuvo que retomar en agosto de 2020 en Torr Head, County Antrim y Ballygally cerca de Larne en Irlanda del Norte. En septiembre de ese año, el equipo comenzó a filmar en Cabo Malin, dentro de la península de Inishowen en el condado de Donegal, Irlanda. El rodaje se completó a principios de diciembre de 2020.

## Estreno
The Northman tuvo su estreno mundial en Estocolmo en Rigoletto Cinema el 28 de marzo de 2022. Comenzó su estreno en cines en algunos países el 13 de abril y se estrenó en cines en los Estados Unidos el 22 de abril.

## Recepción
The Northman recibió reseñas generalmente positivas de parte de la crítica y de la audiencia. En el sitio web especializado Rotten Tomatoes, la película posee una aprobación de 90%, basada en 383 reseñas, con una calificación de 7,7/10 y con un consenso crítico que dice: «Una épica venganza sangrienta y una maravilla visual impresionante, The Northman encuentra al cineasta Robert Eggers expandiendo su alcance sin sacrificar nada de su estilo característico.» De parte de la audiencia tiene una aprobación de 64%, basada en más de 5000 votos, con una calificación de 3,5/5.
El sitio web Metacritic le dio a la película una puntuación de 82 de 100, basada en 60 reseñas, indicando «aclamación universal». Las audiencias encuestadas por CinemaScore le otorgaron a la película una «B» en una escala de A+ a F, mientras que en el sitio IMDb los usuarios le asignaron una calificación de 7,0/10, sobre la base de más de 240 000 votos. En la página web FilmAffinity la cinta tiene una calificación de 6,5/10, basada en 20 499 votos.